# Paolo Zangrillo
Paolo Zangrillo (Génova, 3 de diciembre de 1961) es un político y empresario italiano, ministro de Administración Pública del gobierno Meloni desde el 22 de octubre de 2022.

## Biografía
Nacido en Génova en 1961, se licenció en Derecho en la Universidad de Milán en 1987. Paolo Zangrillo es el hermano menor de Alberto Zangrillo, jefe de la Unidad de Anestesia General y Reanimación del Hospital San Raffaele de Milán, y presidente del Génova y médico personal de Silvio Berlusconi.

### Carrera gerencial
Comenzó su carrera como directivo en 1992 en Magneti Marelli, donde estuvo en el cargo hasta 2005, primero como jefe de personal en Europa y en el mundo y posteriormente como responsable de relaciones industriales y recursos humanos. Posteriormente ocupó el cargo de vicepresidente de recursos humanos en Fiat Powertrain Technologies hasta 2010 y en Iveco hasta 2011.
De 2011 a 2017 ocupó el cargo de director de personal y organización en Acea en Roma.

### Carrera política
En enero de 2018 fue nominado oficialmente por Forza Italia para la Cámara de Diputados en las elecciones generales de ese año, presentándose en el colegio plurinominal Piamonte 1 – 01 y estando entre los miembros electos. Durante la XVIII legislatura de la República fue miembro de la Comisión 11 de Trabajo Público y Privado, donde también se ocupó del programa de asistencia social Reddito di cittadinanza (it).
El 18 de octubre de 2018 fue nombrado nuevo comisario regional de Forza Italia en Piamonte y Valle de Aosta, en sustitución de su compañero de partido y senador Gilberto Pichetto Fratin. El 24 de diciembre de 2019, la consejera regional Emily Rini fue elegida nueva coordinadora de Forza Italia en el Valle de Aosta, y por lo tanto Zangrillo conserva el cargo solo para Piamonte.

#### Ministro de Administración Pública
En las elecciones generales de 2022, Zangrillo fue candidato al Senado de la República en el colegio uninominal de Alessandria, por la coalición de centroderecha Forza Italia, donde fue elegido senador con el 50,83% de los votos, poco menos del doble en comparación con los candidatos del centroizquierda, Partido Democrático, Maria Rita Rossa (25,64%) y del Movimiento 5 Estrellas Susy Matrisciano (9,57%).
El 22 de octubre de 2022 Zangrillo prestó juramento ante el presidente de la República Sergio Mattarella y se convirtió en ministro de Administración Pública del gobierno Meloni.

## Posiciones políticas
Se ha declarado a favor del smart working en la administración pública, afirmando ser más abierto que el anterior ministro Renato Brunetta, al proyecto TAV Turín-Lyon en numerosas ocasiones, participando en la manifestación de Madamine en Piazza Castello en noviembre de 2018 y también invocando el "puño duro" de la magistratura de Turín contra los grupos de manifestantes No TAV, y un fuerte crítico del subsidio Reddito di cittadinanza.